# Hahnia liangdangensis
Hahnia liangdangensis is een spinnensoort in de taxonomische indeling van de kamstaartjes (Hahniidae).
Het dier behoort tot het geslacht Hahnia. De wetenschappelijke naam van de soort werd voor het eerst geldig gepubliceerd in 1996 door Guo Tang, Yang & Joo-Pil Kim.